# راسته کنار (شفت)
راسته کنار ، روستایی از توابع بخش مرکزی شهرستان شفت در استان گیلان ایران است.

## جمعیت
این روستا در دهستان ملاسرا قرار دارد و براساس سرشماری مرکز آمار ایران در سال ۱۳۸۵، جمعیت آن ۴۹۵ نفر (۱۳۳خانوار) بوده‌است.